# Anthophora fixseni
Anthophora fixseni là một loài Hymenoptera trong họ Apidae. Loài này được Morawitz mô tả khoa học năm 1876.